# William Stephen Walker
William Stephen Walker (13 avril 1822 - 7 juin 1899) est un brigadier général de l'armée des États confédérés au cours de la guerre de Sécession (guerre civile). Il est né à Pittsburgh, en Pennsylvanie, mais est élevé par un oncle du Mississippi, qui est secrétaire du Trésor et sénateur des États-Unis. Walker sert en tant que premier lieutenant dans l'armée des États-Unis au cours de la guerre américano-mexicaine de 1847 à 1848. Il quitte le service actif en 1848. Walker rejoint l'armée en tant que capitaine dans le 1st U.S. Cavalry Regiment, le 3 mars 1855 et sert jusqu'à sa démission le 1er mai 1861. Walker est blessé au bras gauche et perd son pied gauche lors de la bataille de Ware Bottom Church au cours de la campagne de l'Overland. Après la guerre, il vit à Atlanta, en Géorgie.

## Avant la guerre
William Stephen Walker naît le 13 avril 1822 à Pittsburgh, en Pennsylvanie, mais est élevé au Mississippi et à Washington, DC par son oncle, le secrétaire au Trésor (sous la présidence de James K. Polk) et sénateur Robert J. Walker, qui est également originaire de Pennsylvanie,,. Il est scolarisé dans une école privée de Georgetown, DC.
Walker se porte volontaire pour servir dans l'armée américaine lors de la guerre américano-mexicaine et est nommé premier lieutenant dans l'infanterie le 27 février 1847. Le 9 avril 1847, il est affecté au 1st U.S. Regiment of Voltigeurs and Foot Riflemen, un régiment d'infanterie légère. Il est capitaine-adjudant du régiment entre le 1er mai 1847 et le 15 juin 1847. Walker est breveté capitaine pour son rôle lors de la bataille de Chapultepec, le 13 septembre 1847,,. Avec la dissolution du régiment de voltigeurs à la fin de la guerre, Walker est libéré le 31 août 1848,.
Il retourne dans l'armée américain en tant que capitaine du 1st U.S. Cavalry Regiment, le 3 mars 1855, lorsque l'armée est élargie au cours de cette année,,,.

## Guerre de Sécession
William S. Walker démissionne de l'armée américaine, le 1er mai 1861. Il est déjà nommé capitaine dans l'infanterie de l'armée des États confédérés (l'armée régulière des États confédérés) le 16 mars 1861, ou, selon d'autres versions, est nommé à ce poste peu de temps après sa démission de l'armée américaine. Il est nommé alors qu'il est en Floride. Au début de la guerre, il sert comme officier de recrutement,. Walker sert comme aide de camp du général Robert E. Lee du 5 novembre 1861 à décembre 1861.
Walker sert comme assistant de l'inspecteur général du département de la Caroline du Sud, la Géorgie et de l'Est de la Floride, de décembre 1861 au 14 mars 1862. Il est promu colonel et l'adjoint de l'inspecteur général le 22 mars 1862. Le 29 mai 1862, Walker est immédiatement au commandement d'une force qui déloge une force de l'armée de l'Union lors de la première bataille de Pocotaligo, Caroline du Sud, alors qu'elle essaie d'élargir sa tête de pont de Port-Royal, de la Caroline du Sud obtenue à la bataille de Port-Royal, le 7 novembre 1861. Walker est promu brigadier général le 22 octobre 1862,. Il est alternativement deux fois responsable du troisième sous-district et du quatrième sous-district de la Caroline du Sud. Il commande à Kinston en Caroline du Nord, où il s'en va simplement le 29 avril 1864, quand il est appelé pour aider le général P. G. T. Beauregard à défendre Petersburg, en Virginie, au cours de la campagne de l'Overland le 17 mai 1864,,.
Le 20 mai 1864, William Stephen Walker est grièvement blessé et capturé lors de la bataille de Ware Bottom Church pendant la campagne de Bermuda Hundred,. Il est blessé au bras gauche et perd sa jambe gauche après avoir mené une charge contre une ligne de l'Union et est soumis à une volée de fusil après avoir refusé de se rendre et puis est capturé,,,. Walker pense qu'il est mortellement blessé, mais est sauvé par le chirurgien de l'Union John J. Craven à fort Monroe, qui ampute de sa jambe. Il est échangé le 29 octobre 1864,,. Walker sert à Weldon, en Caroline du Nord du 29 octobre 1864 au 1er mai 1865 et commande en Caroline du Nord à la fin de la guerre,. Il est libéré sur parole à Greensboro, North Carolina le 1er mai 1865.

## Après la guerre
Après la guerre de Sécession, Walker part s'installer en Géorgie,,. William Stephen Walker meurt à Atlanta, en Géorgie, le 7 juin 1899,. Il est enterré dans le cimetière d'Oakland à Atlanta,.